# Carlos Sosa Rodríguez
Carlos Sosa Rodríguez (Caracas, Venezuela, 30 de abril de 1912-Ibídem, 30 de junio de 1997) fue un jurista y diplomático venezolano. Cursó estudios en Venezuela y en el Baddingham College, en Surrey, Inglaterra. Estudió derecho en Francia y Venezuela y se doctoró en Derecho en la Universidad de París y en la Universidad Central de Venezuela en 1935.

## Biografía
Tras terminar sus estudios, ejerció como abogado en Caracas y en 1957 fue vicepresidente del Colegio de Abogados del Distrito Federal. En 1949, durante la presidencia de Carlos Delgado Chalbaud, fue nombrado contralor general de la República; sin embargo renuncia en 1950 para asumir como embajador de Venezuela en el Reino Unido, renunciando a su vez a este último cargo a raíz del fraude electoral perpetrado por Marcos Pérez Jiménez en diciembre de 1952. Se exilia voluntariamente en Madrid hasta 1958, cuando regresa a Venezuela.
La Junta de Gobierno presidida por Wolfgang Larrazábal lo nombra Representante Permanente de Venezuela ante las Naciones Unidas, cargo desde el cual ejerció como presidente de la delegación venezolana en el decimotercero, decimocuarto, decimoquinto, decimosexto y decimoséptimo períodos ordinarios de sesiones de la Asamblea General (entre 1958 y 1966), en el tercer período extraordinario de sesiones de emergencia de la Asamblea en 1958 y en el tercer período extraordinario de sesiones en 1961. Fue presidente de la Asamblea General en el decimoctavo período de sesiones de la misma (septiembre de 1963 a diciembre de 1964) y vicepresidente en el decimoquinto período ordinario de sesiones en 1960. También fue representante de Venezuela en el Consejo de Seguridad en 1969, siendo presidente del Consejo durante el mes de marzo de ese año.
En 1970 fue designado con el cargo de Plenipotenciario para las negociaciones con Colombia en materia de delimitación de áreas marinas y submarinas. En 1982 se incorporó como individuo de número a la Academia de Ciencias Políticas y Sociales de Venezuela.
Sosa Rodríguez fue autor de varios trabajos jurídicos, incluyendo un libro sobre derecho marítimo internacional, Le Droit Fluvial International et les Fleuves de l'Amérique Latine (Pedonne, París, 1935). También publicó Las relaciones internacionales como disciplina académica autónoma (Academia de Ciencias Políticas y Sociales, Caracas, 1983).
En la vida personal, se casó en diciembre de 1931 con Yolanda Pietri Pietri, unión de la cual nacieron cinco hijos y tres hijas. Uno de ellos, Andrés Sosa Pietri, ocupó la presidencia de Petróleos de Venezuela entre 1990 y 1992.
En vida fue condecorado con la Orden del Libertador en grado de Gran Cordón y con la gran cruz de la Orden de Isabel la Católica.